# Sophta atrifalcis
Sophta atrifalcis là một loài bướm đêm trong họ Noctuidae.